# سلسفي شفاينفورتي
السلسفي الشفاينفورتي (باللاتينية: Scorzonera schweinfurthii) نوع نباتي ينتمي إلى جنس السلسفي من الفصيلة النجمية. سمي نسبة إلى عالم النبات الألماني يورغ أوغوست شفاينفورت.

## الموئل والانتشار
موطنه بلاد الشام ومصر.